# Anton Müller-Wischin
Anton Müller-Wischin (eigentlich Anton Müller, * 30. August 1865 in Weißenhorn, Ulm; † 24. Juli 1949 in Marquartstein) war ein deutscher Porträt- und Blumenmaler.

## Leben

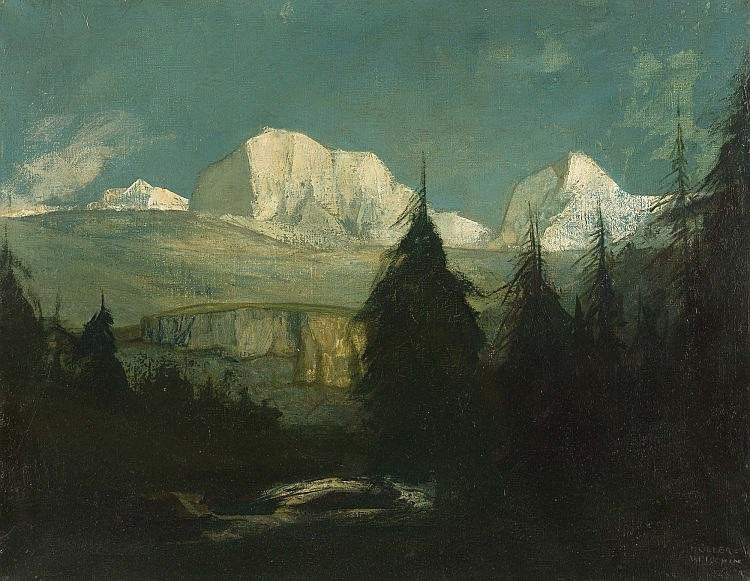
Bergeinsamkeit

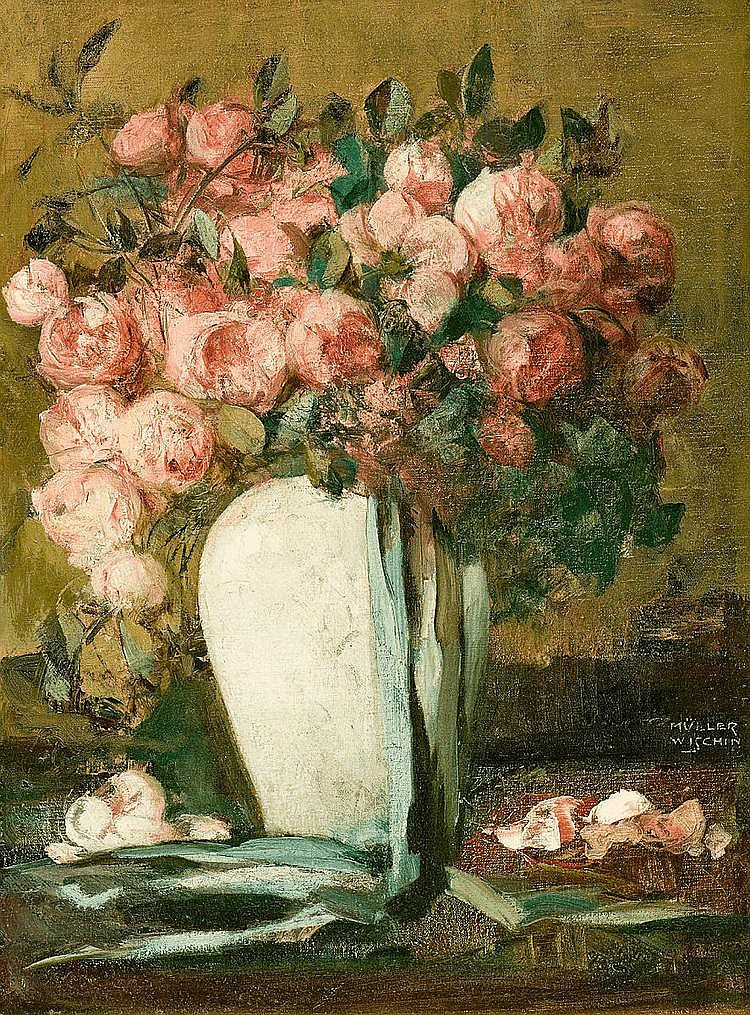
Rosenstrauß

Anton Müller war ursprünglich Dorfschullehrer in Staudach-Egerndach, wo er in einer Klasse mit über achtzig Schülern unterrichtete. Er beschäftigte sich mit der Malerei als Autodidakt. Erst im Alter von 35 Jahren, ermuntert von Franz von Lenbach, entschloss er sich zum Beruf des Kunstmalers. Er verbrachte viel Zeit in den Münchner Museen und besuchte die Malschule von Heinrich Knirr.
Nach der Heirat 1901 mit Mathilde Wischin nahm er den zweiten Teil seines Nachnamens an. Müller-Wischin erhielt zahlreiche Auszeichnungen und wurde Mitglied verschiedener Künstlervereinigungen. So wurde er ab 1906 als auswärtiges Mitglied im Kunstverein München geführt, ab 1907 nahm er an Ausstellungen der Münchner Künstlergenossenschaft (MKG) teil, ab vermutlich 1921 gehörte der der Künstlergruppe „Die Frauenwörther“ an. Bis auf wenige Ausnahmen blieb seine Ausstellungstätigkeit auf den bayerischen Raum beschränkt. 1925 wurde ihm der Ehrentitel eines Professors verliehen, eine Lehrtätigkeit war damit nicht verbunden.

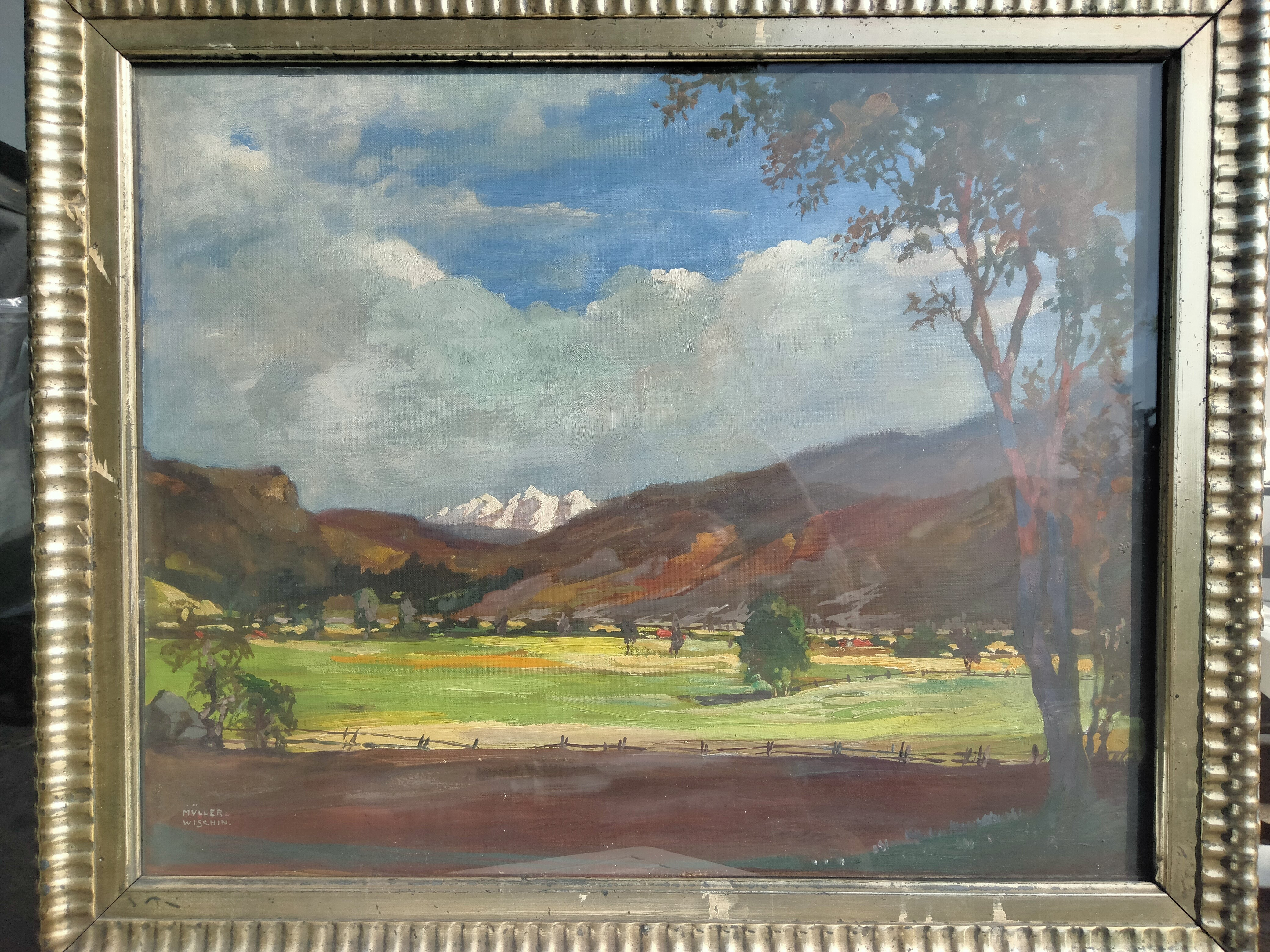
Anton Müller-Wischin, Ölbild, Lanzing

1935 erhielt er sowohl von der MKG als auch vom Kunstverein München eine Ehrenausstellung zum 70. Geburtstag. Von 1937 bis 1944 war er auf allen Großen Deutschen Kunstausstellungen im Haus der Deutschen Kunst in München mit insgesamt 49 ausgestellten Werken vertreten und damit der am vierthäufigsten gezeigte Künstler. Hitler erwarb 17 Werke. Müller-Wischin war kein Mitglied der NSDAP, trat aber der Reichskammer der bildenden Künste bei.
Im Jahr 1942 erhielt er die Goethe-Medaille für Kunst und Wissenschaft. Müller-Wischin stand 1944 in der Gottbegnadeten-Liste des Reichsministeriums für Volksaufklärung und Propaganda.
Eine Sammlung von 35 Bildern des Künstlers befindet sich im Heimatmuseum Weißenhorn. Auch die Bayerische Staatsgemäldesammlungen sowie die Städtische Galerie im Lenbachhaus in München besitzen einige Werke. Seine Malweise war naturalistisch und orientierte sich zu Beginn seiner Karriere an Alten Meistern. In den 1920er Jahren wurde er etwas freier und impressionistischer. Seine Motive waren größtenteils die bayerischen Landschaften, ab etwa 1930 malte er fast ausschließlich Blumenstillleben.